# علي دياب (لاعب كرة قدم)
علي دياب لاعب كرة قدم سوري يلعب كمدافع في فريق الوحدة الدمشقي بدأ اللعب في نادي المجد الدمشقي ولعب في صفوف فريق الشرطة السوري وتنقل مع فريق دهوك العراقي وفريق شنغهاي الصيني .

## روابط خارجية
- علي دياب على موقع الاتحاد الدولي (مؤرشف)  (الإنجليزية)
- علي دياب على موقع قاعدة بيانات كرة القدم.إي يو (الإنجليزية)
- علي دياب على موقع ناشيونال فوتبول تيمز (الإنجليزية)
- علي دياب على موقع عالم كرة القدم.نت (الإنجليزية)
- علي دياب على موقع كووورة